# Birdy (album Petera Gabriela)
Birdy – szósty album Petera Gabriela, pierwszy ze ścieżką dźwiękową. Zawiera muzykę do filmu Ptasiek (Birdy) z 1984 r. w reżyserii Alana Parkera, w którym główne role zagrali Matthew Modine oraz Nicolas Cage. Jest to także pierwszy album, przy którym Gabriel współpracował z Danielem Lanois. Został zremasterowany w 2002 r.
Oprócz komponowania nowych utworów Gabriel użył także instrumentalnych wersji lub części utworów ze swoich poprzednich albumów. Wszystkie utwory są instrumentalne, niektóre z nich zawierają jedynie wokalizy.

## Lista utworów
Wszystkie utwory napisał Peter Gabriel.

### Strona A
1. „At Night” – 2:38
2. „Floating Dogs” – 2:55
3. „Quiet and Alone” – 2:30
4. „Close Up” – 0:55
5. „Slow Water” – 2:51
6. „Dressing the Wound” – 4:06

### Strona B
1. „Birdy's Flight” – 2:58
2. „Slow Marimbas” – 3:21
3. „The Heat” – 4:41
4. „Sketchpad With Trumpet and Voice” – 3:05
5. „Under Lock and Key” – 2:28
6. „Powerhouse at the Foot of the Mountain” – 2:19

## Muzycy
- Peter Gabriel
- Jon Hassell
- Ekome Dance Company
- Larry Fast
- Tony Levin
- Jerry Marotta
- David Rhodes
- Manny Elias
- Morris Pert
- John Giblin